# Indigofera reticulata
Indigofera reticulata är en ärtväxtart som beskrevs av Adrien René Franchet. Indigofera reticulata ingår i släktet indigosläktet, och familjen ärtväxter. Inga underarter finns listade i Catalogue of Life.